# Saek (Sprache)
Saek (ภาษาแสก) ist eine Tai-Sprache, die in mehreren Ortschaften in Zentral-Laos und im nordöstlichen Thailand, dem Isan, gesprochen wird. Die etwa 34.000 Sprecher sind fast ausschließlich Angehörige der Ethnie der Saek.
In Thailand wird Saek in der Provinz Nakhon Phanom gesprochen und zwar in den Ortschaften Ban Asamat und Ban Phai Lom, einige Kilometer nördlich der Provinzhauptstadt Nakhon Phanom. 
Die Saek-Sprache droht auszusterben, da sie fast nur noch von den älteren Saek gesprochen wird. Die Jüngeren nutzen meist die lokalen Amtssprachen Lao und Thai.